# Municipio de Wheeling (Misuri)
El municipio de Wheeling (en inglés: Wheeling Township) es un municipio ubicado en el condado de Livingston en el estado estadounidense de Misuri. En el año 2010 tenía una población de 411 habitantes y una densidad poblacional de 4,8 personas por km².

## Geografía
El municipio de Wheeling se encuentra ubicado en las coordenadas 39°47′58″N 93°23′35″O / 39.79944, -93.39306. Según la Oficina del Censo de los Estados Unidos, el municipio tiene una superficie total de 85.71 km², de la cual 84,77 km² corresponden a tierra firme y (1,09 %) 0,94 km² es agua.

## Demografía
Según el censo de 2010, había 411 personas residiendo en el municipio de Wheeling. La densidad de población era de 4,8 hab./km². De los 411 habitantes, el municipio de Wheeling estaba compuesto por el 98,78 % blancos, el 0,24 % eran afroamericanos, el 0,24 % eran amerindios, el 0,49 % eran asiáticos, el 0,24 % eran de otras razas. Del total de la población el 0,49 % eran hispanos o latinos de cualquier raza.